# Lilie (Pfadfinder)
Die Lilie ist neben dem Kleeblatt ein zentrales Symbol der Pfadfinderbewegung. Ihre Darstellung variiert je nach Pfadfinderverband. Alle in der World Organization of the Scout Movement (WOSM) zusammengeschlossenen Pfadfinderinnen und Pfadfinder  tragen deren Zeichen – eine silberne Lilie auf violettem Grund – als gemeinsames Symbol, meist zusätzlich zu ihren eigenen Verbandsabzeichen.

## Geschichte
Robert Baden-Powell, der Gründer der Pfadfinder, wählte für die Pfadfinderbewegung die Kompasslilie (auf alten nautischen Kompassen war die nordweisende Markierung der Kompassrose mit einer Lilie geschmückt) als Zeichen der Orientierung auf dem Pfad des Lebens.

### Herkunft der Rautenlilie
Der Entwurf der Rautenlilie, wie sie vor allem im interkonfessionellen Bereich der Pfadfinderbewegung in verschiedenen Abwandlungen in Deutschland verwendet wurde und auch noch wird, stammt von Christian Rietzschel und entstand 1926 für den Neudeutschen Pfadfinderbund.
Später wurde diese Art der Liliengestaltung u. a. in der Reichsschaft Deutscher Pfadfinder und im Bund Deutscher Pfadfinder verwendet, und heute u. a. noch im Bund der Pfadfinderinnen und Pfadfinder, im Deutschen Pfadfinderbund, in der Pfadfinderschaft Luchs, im Pfadfinderbund Weltenbummler und weiteren kleinen Bünden, die zumeist Abspaltungen vom DPB sind.
Der Pfadfinderbund Großer Jäger und der Bund Deutscher PfadfinderInnen verwenden heute eine sehr stark abgewandelte Form der ursprünglichen Rautenlilie.

## Symbolgehalt und Darstellung
Als Symbol dient eine Fleur-de-Lis, eine stilisierte Schwertlilienblüte. Um eine Verwechslung mit dem Symbol des Hauses Bourbon und damit einhergehende politische Implikationen zu vermeiden, werden meist weitere Symbole ergänzt; in vielen Verbänden weltweit wie auch im Zeichen der WOSM sind dies zwei fünfzackige Sterne, die mit ihren insgesamt zehn Spitzen für die zehn Punkte des ursprünglichen Pfadfindergesetzes stehen. Die Lilie selbst gilt als Symbol der Reinheit und des Friedens, die drei Spitzen stehen für die drei Punkte des Pfadfinderversprechens. Das sie umgebende Seil mit dem Kreuzknoten symbolisiert den Zusammenhalt aller Pfadfinder rings um den Erdball.

## Beispiele

Emblem der World Organization of the Scout Movement
Ehemaliges Emblem (bis 2024) der World Organization of the Scout Movement
Die Kreuzlilie der Deutschen Pfadfinderschaft Sankt Georg
Zeichen des Verbandes Christlicher Pfadfinder*innen: Kreuz in Lilie und Kleeblatt
Das Bundeszeichen des Bund der Pfadfinder*innen.
Signet der Baptistischen Pfadfinderschaft
Rautenlilie des Deutschen Pfadfinderbundes
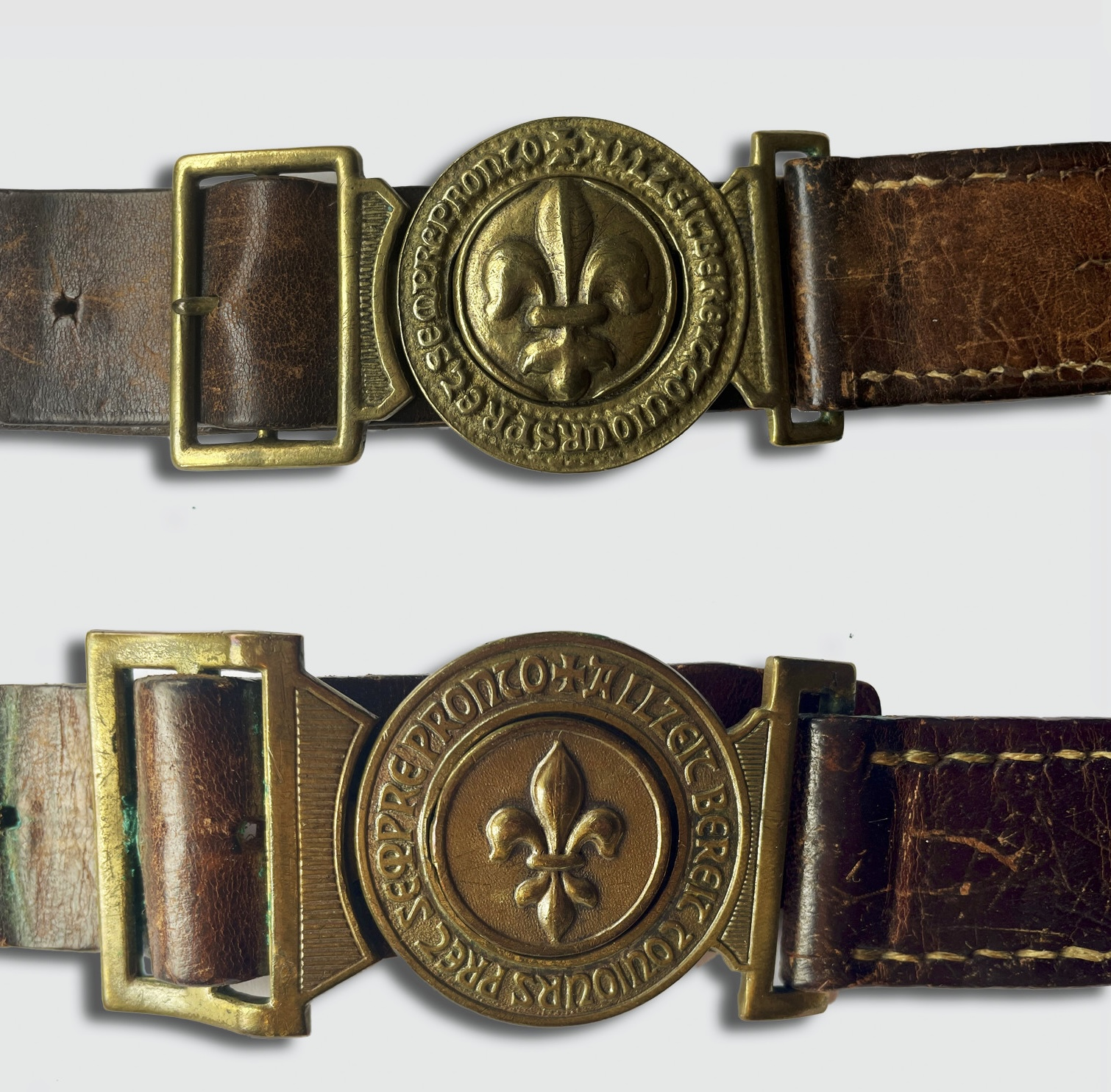
Schnallen eines Schweizer Pfadfindergürtels
Das Logo des Verbandes Dansk Spejderkorps Sydslesvig.
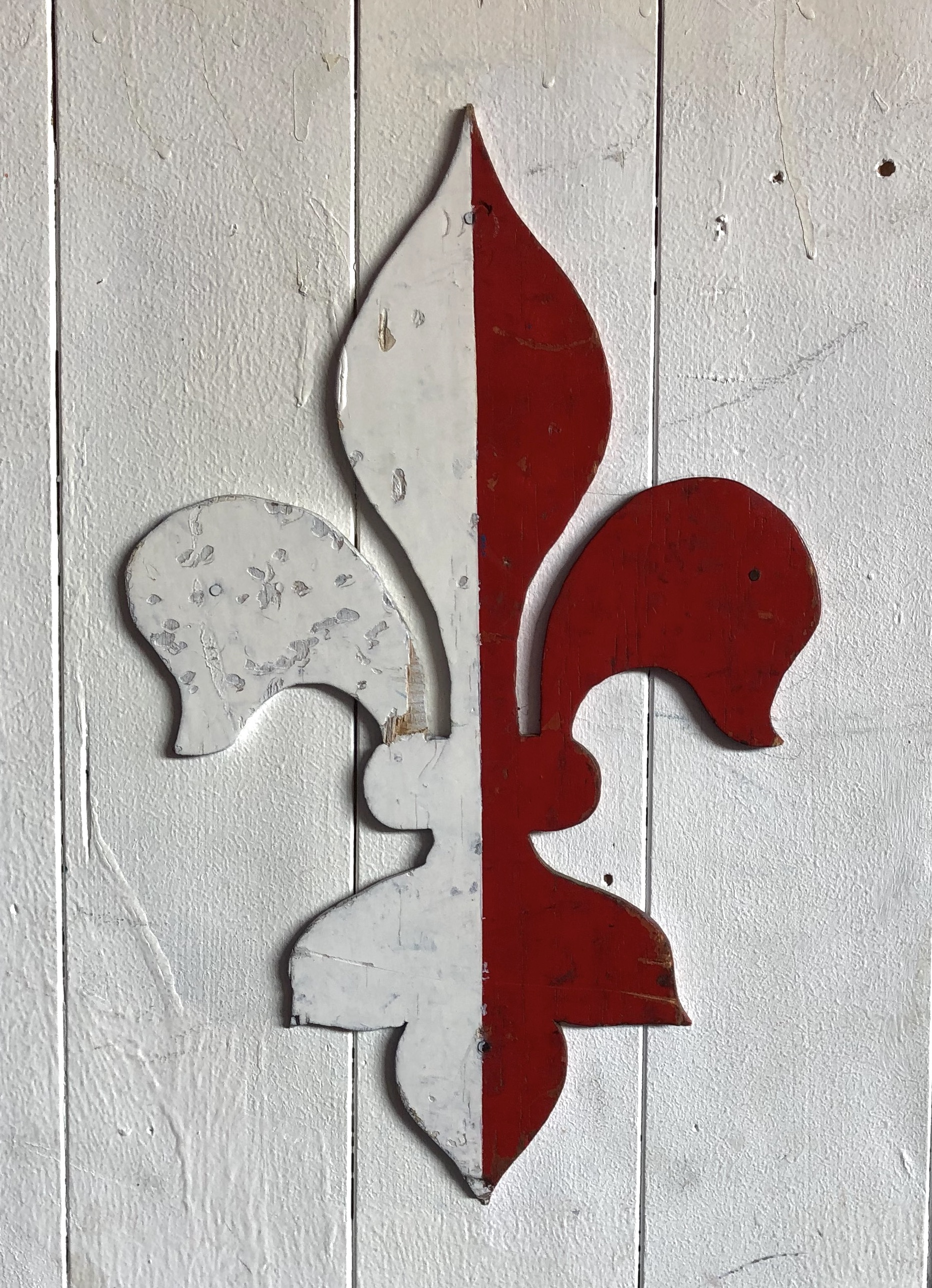
Schweizerische Form der Lilie

## Kleeblatt als Zeichen der Pfadfinderinnen

Kleeblatt der World Association of Girl Guides and Girl Scouts

Die World Association of Girl Guides and Girl Scouts (WAGGGS) und die ihnen angeschlossenen Pfadfinderinnenverbände nutzen als Symbol ein dreiblättriges Kleeblatt. Hier stehen die drei Blätter ebenfalls für die drei Punkte des Versprechens. Pfadfinderverbände, die aus der Fusion von weiblichen und männlichen Vorgängerverbänden hervorgegangen sind, kombinieren oft Kleeblatt und Lilie, wie beispielsweise der Bund der Pfadfinder*innen, die Pfadfinder und Pfadfinderinnen Österreichs und der Verband Christlicher Pfadfinder*innen.

## Belege
1. ↑  The Fleur-de-lis and the Swastika (Memento vom 9. Oktober 2002 im Internet Archive)
2. ↑  Deutscher Pfadfinderverband (Hrsg.): Flex. Eigenverlag, Nr. 24 / Juni 1983, Seite 29.